# أمیناداف (اسرائیل)
أمیناداف (به لاتین: Aminadav) یک منطقهٔ مسکونی در اسرائیل است که در منطقه آماری ماتیه یهودا واقع شده‌است.